# Lastauroides modestus
Lastauroides modestus är en tvåvingeart som beskrevs av Carrera 1949. Lastauroides modestus ingår i släktet Lastauroides och familjen rovflugor. Inga underarter finns listade i Catalogue of Life.